# Pierre Coton
Pierre Coton, S.J. (Néronde, 7 de marzo de 1564-París, 19 de marzo de 1626) fue un jesuita, predicador y escritor francés.

## Vida
Nació en la familia del señor de Chevenoux, partidaria de los politiques en las guerras de religión de Francia y hostil a los jesuitas. Tras estudiar derecho en París, Bourges y Turín, ingresó en la Compañía de Jesús, venciendo la fuerte oposición de su padre. Achille Gagliardi, rector en Milán cuando Coton cursaba allí la filosofía, parece haberle puesto en contacto con Isabella Bellinzaga. Más tarde, Coton ayudaría a introducir la espiritualidad de Gagliardi y Bellinzaga en Francia. Empezó la teología en el Collegio Romano (1588), donde tuvo a Gabriel Vásquez como profesor, a Roberto Belarmino como director espiritual ya Luis Gonzaga como condiscípulo; la acabó en Lyon, y pronto ganó fama de predicador. Entre 1598 y 1601, tuvo sermones sobre temas de controversia teológica en los baluartes calvinistas del mediodía francés, donde su elocuencia unida a su cortesía logró muchas conversiones.
Fue predicador (1603-1617) del rey de Francia. En 1608, Enrique IV lo escogió como confesor y valoró en mucho su consejo; le encargó, además, la educación del delfín; pero al tratar de que fuese arzobispo de Arlés y cardenal, Coton se le resistió con éxito. Tras el asesinato del Rey (1610), continuó Coton como confesor del joven Luis XIII hasta 1617, cuando, víctima de las intrigas de la Corte, fue despedido. Nombrado rector (1620) de Burdeos, fue provincial de Aquitania (1622-1625) y de Francia (1625-1626), hasta su muerte.
Su cercanía al Rey le permitió prestar valiosos servicios a la Iglesia católica y la Compañía de Jesús. Influyó en que Enrique IV firmara el edicto de Ruan (1603), que revocó la expulsión de los jesuitas de casi toda Francia, decretada (1594) por el Parlamento de París. Por efecto del edicto, la Compañía de Jesús abrió dieciocho nuevos colegios con aprobación real y entró en una era de rápida expansión, aunque el Parlamento de París y la Sorbona siguieron hostiles. El 13 de enero de 1604 hubo un intento de asesinato contra Coton.
No menos importante fue su labor como director espiritual y escritor. Se le debe incluir entre los fundadores de la gran escuela francesa de espiritualidad del siglo xvii y entre los que contribuyeron al florecimiento de la reforma católica después de las guerras religiosas. Con su apoyo, Françoise de Bermond abrió una casa de ursulinas en París; también ayudó a Madame Acarie (Bta. Marie de l'Incarnation) a establecer las carmelitas en Francia; y fue un valedero de los cartujos, recoletos y benedictinos. Entre los que buscaron su dirección espiritual estuvieron Madame Acarie, la mística Marie de Valence y el joven Pierre de Bérulle (después cardenal y fundador del Oratorio en Francia). Juana Francisca Frémyot de Chantal se refería a Coton como «persona marcada profundamente por la piedad». Entre los escritores espirituales sobre los que Coton ejerció alguna influencia estuvieron Bérulle, Jean-Jacques Olier y Louis Lallemant.
Sus escritos se pueden clasificar en tres categorías: polémicos contra los protestantes, defensas de los jesuitas y obras de espiritualidad. Entre sus libros antiprotestantes tiene un tratado sobre la Eucaristía y su Institution catholique, pensado como respuesta a la Institution de Juan Calvino. Sus sermones sobre los protestantes carecen normalmente de la acritud propia de este género.
En ningún país católico tuvieron que enfrentarse los primeros jesuitas a una oposición tan intensa como en Francia. Su papel como confesor del Rey lo colocó en el centro de la tormenta, sobre todo después que el asesinato de Enrique IV fuese achacado a enseñanzas jesuitas, como en el Anti-Coton (1610). Coton replicó con el pseudónimo de F. Boland en su Response apologetique a l'Anti-Coton (Paris, 1611), a lo que siguió una larga y acre guerra de panfletos.
Su más importante obra ascética, Intérieure occupation d'une âme dévote, se tradujo, en sus primeros once años de vida, al latín, italiano, inglés y polaco. Apareció en París (1608), un año antes de la Introduction à la vie dévote de Francisco de Sales. Por algún tiempo, el libro de Coton compitió con la Introduction, pero más tarde fue perdiendo su popularidad. Sus sermones y su Intérieure occupation han sido calificados como un comentario original y vivo de los Ejercicios espirituales de Ignacio de Loyola. La espiritualidad de Coton es característica del siglo xvii con su énfasis en la Eucaristía, Encarnación, Cuerpo Místico y San José. El influjo de Gagliardi y Bellinzaga es especialmente evidente en su modo de tratar la renuncia de la voluntad humana (de hecho, su aniquilación) ante Dios. El método de oración de Coton forma un puente entre los Ejercicios espirituales y el de Saint-Sulpice: Coton y Bérulle parecen haberse influido mutuamente.

## Obras
- Du tres-Sainct et tres-Auguste Sacrement, et Sacrifice de la Messe (París, 1600).
- Apologetique (Aviñón, 1600).
- Intérieure occupation d'une âme dévote (París, 1608).
- Institution catholique ou est déclarée et confirmée la vérité de foy (París, 1610).
- Sermons sur les principales et plus difficiles matières de la foy (París, 1617).